# De’Andre Hunter
De’Andre James Hunter (* 2. Dezember 1997 in Philadelphia, Pennsylvania) ist ein US-amerikanischer Basketballspieler, der bei den Cleveland Cavaliers in der National Basketball Association (NBA) unter Vertrag steht.

## High School und College
Hunter besuchte bis 2016 die Friends' Central School in Wynnewood, einem Vorort von Philadelphia. Er entschloss sich zum Wechsel an die University of Virginia, nachdem auch Maryland, Georgetown, Villanova und Notre Dame Interesse an dem Flügelspieler bekundet hatten.
In der Saison 2016/17 setzt er im Spielbetrieb aus, ehe er im Folgespieljahr in 33 Partien eingesetzt wurde und im Schnitt 9,2 Punkte für Virginia erzielte. Im März 2018 brach er sich das Handgelenk. In der Saison 2018/19 wurde Hunter auf dem Weg zu Virginias Gewinn des nationalen Collegemeistertitels zum Schlüsselspieler. Er stand in 38 Begegnungen jeweils in der Anfangsaufstellung war mit 15,2 Punkten je Spiel zweitbester Korbschütze der Mannschaft hinter Kyle Guy. Zudem kam Hunter auf Mittelwerte von 5,1 Rebounds und zwei Korbvorlagen pro Einsatz. Im Endspiel um den NCAA-Titel der NCAA Division I Basketball Championship gegen die Texas Tech University im April 2019 führte Hunter Virginia mit einem persönlichen Karrierehöchstwert von 27 Punkten an und erzielte 14 Sekunden vor dem Ende des Schlussviertels einen Dreipunktwurf zum Ausgleich. In der Verlängerung holte er mit seiner Mannschaft dann den Titel.

## Professionelle Karriere

### NBA-Draft
Mitte April 2019 gab Hunter, der von der Vereinigung der US-amerikanischen Basketballtrainer NABC vorher als bester Defensivspieler der ersten NCAA-Division in der Saison 2018/19 ausgezeichnet worden war, das Ende seiner Universitätslaufbahn sowie seine Anmeldung zum Draft-Verfahren der NBA bekannt.

### Atlanta Hawks (2019 bis 2025)
Dort entschieden sich die Los Angeles Lakers an insgesamt vierter Stelle für die Dienste Hunters. In einer vorher geschlossenen Vereinbarung mit den New Orleans Pelicans und Atlanta Hawks, wurde Hunter zu den Hawks abgegeben.

### Cleveland Cavaliers (seit 2025)
Am 6. Februar 2025 wurde Hunter im Rahmen eines Spielertauschs von den Atlanta Hawks an die Cleveland Cavaliers abgegeben. Atlanta erhielt im Gegenzug Caris LeVert, Georges Niang, Draftauswahlrechte für 2027, 2029 und 2030 (jeweils zweite Runde) sowie das Recht, bei zwei Draftverfahren gegenüber Cleveland das bessere Auswahlrecht wahrzunehmen (englisch Pick Swap).

## Karriere-Statistiken

### NBA

#### Hauptrunde
| Saison  | Team    | GP  | GS  | MPG  | FG % | 3P % | FT % | RPG | APG | SPG | BPG | PPG  |
| ------- | ------- | --- | --- | ---- | ---- | ---- | ---- | --- | --- | --- | --- | ---- |
| 2019–20 | Atlanta | 63  | 62  | 32.0 | .410 | .355 | .764 | 4.5 | 1.8 | 0.7 | 0.3 | 12.3 |
| 2020–21 | Atlanta | 23  | 19  | 29.5 | .484 | .326 | .859 | 4.8 | 1.9 | 0.8 | 0.5 | 15.8 |
| 2021–22 | Atlanta | 53  | 52  | 29.8 | .442 | .379 | .765 | 3.3 | 1.3 | 0.7 | 0.4 | 13.4 |
| 2022–23 | Atlanta | 67  | 67  | 31.7 | .461 | .350 | .826 | 4.2 | 1.4 | 0.5 | 0.3 | 15.4 |
| 2023–24 | Atlanta | 57  | 37  | 29.5 | .459 | .385 | .847 | 3.9 | 1.5 | 0.7 | 0.3 | 15.6 |
| Gesamt  | Gesamt  | 263 | 237 | 30.7 | .447 | .363 | .811 | 4.1 | 1.5 | 0.7 | 0.3 | 14.3 |

#### Play-offs
| Saison  | Team    | GP | GS | MPG  | FG % | 3P % | FT % | RPG | APG | SPG | BPG | PPG  |
| ------- | ------- | -- | -- | ---- | ---- | ---- | ---- | --- | --- | --- | --- | ---- |
| 2020–21 | Atlanta | 5  | 5  | 30.4 | .400 | .375 | .750 | 4.0 | 0.6 | 0.2 | 0.6 | 10.8 |
| 2021–22 | Atlanta | 5  | 5  | 35.0 | .557 | .462 | .800 | 3.8 | 0.6 | 0.8 | 0.2 | 21.2 |
| 2022–23 | Atlanta | 6  | 6  | 37.3 | .459 | .368 | .800 | 5.7 | 1.2 | 0.7 | 0.3 | 16.7 |
| Gesamt  | Gesamt  | 16 | 16 | 34.4 | .480 | .400 | .783 | 4.6 | 0.8 | 0.6 | 0.4 | 16.3 |